# Абаата (остановочный пункт)
Абаа́та (абх. Абааҭа, груз. წერეთელი; ранее Гагры-Курорт, Церетели) — пассажирская платформа Абхазской железной дороги в курортном городе Гагра на побережье Чёрного моря в Абхазии.

## Краткая характеристика
Пассажирская платформа расположена на электрифицированном участке Псоу — Сухум Абхазской железной дороги на северо-западной окраине города Гагра, и представляет собой оригинальное инженерное сооружение — виадук, возведённый в Жоэкварском ущелье между двух тоннелей.
С 2023 года на платформе делает остановку пригородный электропоезд «Ласточка» по маршруту Сочи — Гагра.

## История

### Советский период
Работы по проектированию участка Черноморской железной дороги от Адлера до Сухума начались в конце XIX века.
В 1927—1940-х годах строительство магистрали было возобновлено. Участок «Закавказской железной дороги имени Л. П. Берии» от Адлера до станции Гагра был завершён строительством в 1941 году. Первый пассажирский поезд из Сочи, прибыл на станцию Гагра 28 июля 1941 года.
В 1942 году было частично открыто движение воинских эшелонов на участке Сухуми — Адлер, а в 1943 году открыта платформа Гагры-Курорт.
В 1956 году участок Закавказской железной дороги от Сухуми до Весёлого был полностью электрифицирован. На линии появились электровозы ВЛ22, ВЛ8 и пассажирские электропоезда. Первый пассажирский электропоезд сообщением Сухуми — Гудаута отправился 22 июля 1956 года.
После введения в строй железнодорожного вокзала в Новой Гагре станция Гагра-Курорт потеряла свой статус и была реорганизована в остановочный пункт, платформу Церетели (груз. წერეთელი). 

### Послесоветский период
В начале 1990-х годов остановочный пункт получил название Абаата — по одноимённой крепости, расположенной от виадука в пешей доступности. После войны между Грузией и Абхазией инфраструктура объекта была заброшена и обветшала, в непригодность пришло наружное освещение и электрохозяйство, требовалось обустройство платформ и ремонт виадука. 
С 2000-х годов и до июня 2023 года все поезда проезжали остановочный пункт без остановки. С 8 июня 2023 года на платформе Абаата начали делать остановку пригородные поезда «Ласточка» по маршруту Сочи — Гагра.
Летом 2023 года начались восстановительные работы по укладке новой брусчатки, ремонту балюстрады и проведению освещения.

## Статьи и публикации
- Евгений Крутиков. Абхазская железная дорога: мифы и реальность // Фонд поддержки публичной дипломатии имени А. М. Горчакова : альманах. — 2015. — 26 августа. Архивировано из оригинала 5 августа 2017 года.
- Прицкер Л. М. Советская Абхазия в датах / Рецензенты: А. Э. Куправа, Б. Е. Сагария. — Сухуми: Алашара, 1981. — 56 с. — 600 экз.
- Коллектив авторов. Черноморская железная дорога / Под редакцией Н. А. Лакобы. — Сухум: Экономическое совещание ССР Абхазии, 1928. — 103 с. — 500 экз.

## Внешние медиафайлы
- Электровоз ВЛ8 с грузовым составом. Платформа Абаата на YouTube